# Dyskografia Loreen
Dyskografia Loreen – szwedzkiej piosenkarki, autorki tekstów i kompozytorki pochodzenia marokańsko-berberyjskiego, składa się z dwóch albumów studyjnych, jednego minialbumu, trzydziestu trzech singli (w tym pięciu z gościnnym udziałem) oraz dwunastu teledysków.
Loreen zadebiutowała na rynku fonograficznym wydanym w październiku 2012 roku albumem studyjnym Heal, który znalazł się na 1. miejscu zestawienia Sverigetopplistan prezentującego najlepiej sprzedające się albumy w Szwecji i otrzymał status platynowej płyty za sprzedaż w nakładzie przekraczającym 40 tysięcy egzemplarzy. Wydawnictwo było notowane również w innych europejskich państwach, między innymi na 6. miejscu na listach sprzedaży w Norwegii i Finlandii, 7. pozycji w Szwecji, 12. miejscu w Danii, 16. pozycji w Niemczech i Holandii, 21. miejscu w Belgii, 23. pozycji w Hiszpanii, 26. miejscu w Austrii oraz 71. pozycji w Wielkiej Brytanii.
W sierpniu 2017 roku ukazał się pierwszy minialbum artystki Nude. Trzy miesiące później miał premierę drugi album studyjny Loreen zatytułowany Ride, który znalazł się na 31. miejscu na szwedzkiej liście sprzedaży.
Debiutancki solowy singel piosenkarki „My Heart Is Refusing Me” został wydany w 2011 roku i uplasował się na 9. miejscu na oficjalnej szwedzkiej liście sprzedaży, zdobywając certyfikat podwójnej platynowej płyty za sprzedaż w nakładzie ponad 80 tysięcy kopii. Piosenka znalazła się ponadto na zagranicznych zestawieniach sprzedaży, między innymi na 41. pozycji w Niemczech i Belgii. Drugi singel wokalistki „Sober” dotarł do 26. pozycji szwedzkiego zestawienia sprzedaży i uzyskał status platynowej płyty.
Największy sukces komercyjny spośród utworów artystki odniósł trzeci singel „Euphoria” z 2012 roku, który był notowany na 1. miejscu na listach sprzedaży w Szwecji, Austrii, Belgii, Danii, Finlandii, Niemczech, Irlandii, Norwegii oraz Szwajcarii, a jego ogólna sprzedaż przekroczyła 2 200 000 egzemplarzy. Piosenka w jedenastu krajach za swoją sprzedaż została wyróżniona certyfikatem, między innymi jedenastokrotną platynową płytą w Norwegii, dziewięciokrotną platynową płytą w Szwecji oraz podwójną platynową płytą w Szwajcarii i Danii.
Czwarty singel wokalistki „Crying Out Your Name” dotarł do 19. pozycji szwedzkiego zestawienia sprzedaży. Piątym singlem promującym album Heal był utwór „Everytime”, szóstym „In My Head”, a siódmym „We Got the Power”, który uplasował się na 52. miejscu w Szwecji, 63. pozycji w Belgii, 70. miejscu w Szwajcarii oraz 98. pozycji w Irlandii, zdobywając także za sprzedaż powyżej 20 tysięcy egzemplarzy certyfikat złotej płyty w Szwecji. W międzyczasie nakręcono teledysk do utworu „Heal”.
W 2015 roku opublikowano kolejny singel wokalistki „Paper Light (Higher)”, który osiągnął 25. miejsce na liście sprzedaży w Szwecji. Kolejnymi singlami wydanymi w tym roku były utwory „Under ytan” oraz „I’m in It with You”, do którego zrealizowano teledysk w reżyserii Emmy Hvengaard.
W 2017 roku ukazał się kolejny singel artystki „Statements”, z którym dotarła do 13. miejsca na szwedzkiej liście sprzedaży. Następnymi singlami wydanymi w tym roku były kompozycje „Body”, „Jungle”, „’71 Charger”, „Hate the Way I Love You” oraz „Ride”. W 2019 wydała singel „Walk with Me”, w a 2020 „Fiction Feels Good” oraz trzy promocyjne single nagrane podczas występu wokalistki w szwedzkim reality show Så mycket bättre – „Alice”, „Du är min man” oraz „Jag är en vampyr”, które notowane były kolejno na 96., 72. oraz 43. pozycji na szwedzkiej liście sprzedaży.
W 2021 wydała singel „Sötvattentårar”, a w 2022 „Neon Lights”. W 2023 ukazał się zgłoszony do Melodifestivalen 2023 singel „Tattoo”. W 2024 wydała singel „Forever”, który premierowo został zaprezentowany przez wokalistkę podczas finału 68. Konkursu Piosenki Eurowizji (jako medley utworów, wraz z „Tattoo”).

## Albumy studyjne
| Rok                                                     | Dane dot. albumu                                                                                    | Najwyższe pozycje na listach | Najwyższe pozycje na listach | Najwyższe pozycje na listach | Najwyższe pozycje na listach | Najwyższe pozycje na listach | Najwyższe pozycje na listach | Najwyższe pozycje na listach | Najwyższe pozycje na listach | Najwyższe pozycje na listach | Najwyższe pozycje na listach | Najwyższe pozycje na listach | Certyfikat             | Sprzedaż       |
| Rok                                                     | Dane dot. albumu                                                                                    | SWE                          | AUT                          | BEL (FLA)                    | DNK                          | FIN                          | DEU                          | NLD                          | NOR                          | ESP                          | CHE                          | GBR                          | Certyfikat             | Sprzedaż       |
| ------------------------------------------------------- | --------------------------------------------------------------------------------------------------- | ---------------------------- | ---------------------------- | ---------------------------- | ---------------------------- | ---------------------------- | ---------------------------- | ---------------------------- | ---------------------------- | ---------------------------- | ---------------------------- | ---------------------------- | ---------------------- | -------------- |
| 2012                                                    | Heal - Wydany: 22 października 2012 - Wytwórnia: Warner Music Sweden - Format: CD, digital download | 1                            | 26                           | 21                           | 12                           | 6                            | 16                           | 16                           | 6                            | 23                           | 7                            | 71                           | - SWE: platynowa płyta | - SWE: 40 000+ |
| 2017                                                    | Ride - Wydany: 24 listopada 2017 - Wytwórnia: BMG Scandinavia - Format: CD, digital download        | 31                           | –                            | –                            | –                            | –                            | –                            | –                            | –                            | –                            | –                            | –                            |                        |                |
| „–” oznacza, że album nie był notowany na danej liście. | |                              |                              |                              |                              |                              |                              |                              |                              |                              |                              |                              |                        |                |

## EP
| Rok  | Dane dot. albumu |
| ---- | --- |
| 2017 | Nude - Wydany: 25 sierpnia 2017 - Wytwórnia: BMG Scandinavia - Format: digital download                                      |
| 2020 | Så mycket bättre 2020 – Tolkningarna - Wydany: 19 grudnia 2020 - Wytwórnia: Universal Music Group - Format: digital download |

## Single

### Jako główna artystka
| Rok  | Tytuł                      | Najwyższe pozycje na listach | Najwyższe pozycje na listach | Najwyższe pozycje na listach | Najwyższe pozycje na listach | Najwyższe pozycje na listach | Najwyższe pozycje na listach | Najwyższe pozycje na listach | Najwyższe pozycje na listach | Najwyższe pozycje na listach | Najwyższe pozycje na listach | Najwyższe pozycje na listach | Najwyższe pozycje na listach | Najwyższe pozycje na listach | Najwyższe pozycje na listach | Najwyższe pozycje na listach | Certyfikat | Sprzedaż | Album |
| Rok  | Tytuł                      | SWE                          | AUS                          | AUT                          | BEL (FL)                     | DNK                          | FIN                          | FRA                          | GER                          | IRL                          | JPN                          | NLD                          | NOR                          | SPA                          | SWI                          | UK                           | Certyfikat | Sprzedaż | Album |
| ---- | -------------------------- | ---------------------------- | ---------------------------- | ---------------------------- | ---------------------------- | ---------------------------- | ---------------------------- | ---------------------------- | ---------------------------- | ---------------------------- | ---------------------------- | ---------------------------- | ---------------------------- | ---------------------------- | ---------------------------- | ---------------------------- | --- | --- | ----- |
| 2011 | „My Heart Is Refusing Me”  | 9                            | –                            | 59                           | 44                           | –                            | –                            | –                            | 41                           | –                            | –                            | 46                           | –                            | 41                           | 18                           | –                            | - SWE: 2× platyna | - SWE: 80 000+ | Heal  |
| 2011 | „Sober”                    | 26                           | –                            | –                            | –                            | –                            | –                            | –                            | –                            | –                            | –                            | –                            | –                            | –                            | –                            | –                            | - SWE: platyna | - SWE: 40 000+ | Heal  |
| 2012 | „Euphoria”                 | 1                            | 36                           | 1                            | 1                            | 1                            | 1                            | 26                           | 1                            | 1                            | 98                           | 2                            | 1                            | 2                            | 1                            | 3                            | - NOR: 11× platyna - SWE: 9× platyna - DNK: 2× platyna - CHE: 2× platyna - AUT: platyna - FIN: platyna - ESP: platyna - DEU: 3× złoto - BEL: złoto - GBR: złoto - ITA: złoto | - Świat: 2 200 000+ - NOR: 110 000+ - SWE: 360 000+ - DNK: 60 000+ - CHE: 60 000+ - AUT: 30 000+ - FIN: 10 000+ - ESP: 40 000+ - DEU: 450 000+ - BEL: 15 000+ - GBR: 400 000+ - ITA: 15 000+ | Heal  |
| 2012 | „Crying Out Your Name”     | 19                           | –                            | –                            | –                            | –                            | –                            | –                            | –                            | –                            | –                            | –                            | –                            | –                            | –                            | –                            | | | Heal  |
| 2012 | „Everytime”                | –                            | –                            | –                            | –                            | –                            | –                            | –                            | –                            | –                            | –                            | –                            | –                            | –                            | –                            | –                            | | | Heal  |
| 2013 | „In My Head”               | –                            | –                            | –                            | –                            | –                            | –                            | –                            | –                            | –                            | –                            | –                            | –                            | –                            | –                            | –                            | | | Heal  |
| 2013 | „We Got the Power”         | 52                           | –                            | –                            | –                            | –                            | –                            | –                            | –                            | 98                           | –                            | –                            | –                            | –                            | 70                           | –                            | - SWE: złoto | - SWE: 20 000+ | Heal  |
| 2015 | „Paper Light (Higher)”     | 25                           | –                            | –                            | –                            | –                            | –                            | –                            | –                            | –                            | –                            | –                            | –                            | –                            | –                            | –                            | | | –     |
| 2015 | „I’m in It with You”       | –                            | –                            | –                            | –                            | –                            | –                            | –                            | –                            | –                            | –                            | –                            | –                            | –                            | –                            | –                            | | | –     |
| 2015 | „Under ytan”               | –                            | –                            | –                            | –                            | –                            | –                            | –                            | –                            | –                            | –                            | –                            | –                            | –                            | –                            | –                            | | | –     |
| 2017 | „Statements”               | 13                           | –                            | –                            | –                            | –                            | –                            | –                            | –                            | –                            | –                            | –                            | –                            | –                            | –                            | –                            | | | –     |
| 2017 | „Body”                     | –                            | –                            | –                            | –                            | –                            | –                            | –                            | –                            | –                            | –                            | –                            | –                            | –                            | –                            | –                            | | | Nude  |
| 2017 | „Jungle” (feat. Elliphant) | –                            | –                            | –                            | –                            | –                            | –                            | –                            | –                            | –                            | –                            | –                            | –                            | –                            | –                            | –                            | | | Nude  |
| 2017 | „’71 Charger”              | –                            | –                            | –                            | –                            | –                            | –                            | –                            | –                            | –                            | –                            | –                            | –                            | –                            | –                            | –                            | | | Ride  |
| 2017 | „Hate the Way I Love You”  | –                            | –                            | –                            | –                            | –                            | –                            | –                            | –                            | –                            | –                            | –                            | –                            | –                            | –                            | –                            | | | Ride  |
| 2017 | „Ride”                     | –                            | –                            | –                            | –                            | –                            | –                            | –                            | –                            | –                            | –                            | –                            | –                            | –                            | –                            | –                            | | | Ride  |
| 2019 | „Walk with Me”             | –                            | –                            | –                            | –                            | –                            | –                            | –                            | –                            | –                            | –                            | –                            | –                            | –                            | –                            | –                            | | | –     |
| 2020 | „Fiction Feels Good”       | –                            | –                            | –                            | –                            | –                            | –                            | –                            | –                            | –                            | –                            | –                            | –                            | –                            | –                            | –                            | | | –     |
| 2021 | „Sötvattentårar”           | –                            | –                            | –                            | –                            | –                            | –                            | –                            | –                            | –                            | –                            | –                            | –                            | –                            | –                            | –                            | | | –     |
| 2022 | „Neon Lights”              | –                            | –                            | –                            | –                            | –                            | –                            | –                            | –                            | –                            | –                            | –                            | –                            | –                            | –                            | –                            | | | –     |
| 2023 | „Tattoo”                   | 1                            | –                            | 1                            | 1                            | 13                           | 3                            | 14                           | 7                            | 3                            | –                            | 1                            | 2                            | 22                           | 1                            | 2                            | - BEL: złoto - CHE: złoto - ESP: złoto - GBR: srebro - POL: diament | - BEL: 20 000+ - CHE: 10 000+ - ESP: 30 000+ - GBR: 200 000+ - POL: 250 000+ | –     |
| 2023 | „Is It Love”               | 13                           | –                            | –                            | 7                            | –                            | –                            | 43                           | –                            | –                            | –                            | 33                           | 34                           | –                            | –                            | –                            | - POL: złoto | - POL: 25 000+ | –     |
| 2024 | „Forever”                  | 60                           | –                            | –                            | –                            | –                            | –                            | –                            | –                            | –                            | –                            | –                            | –                            | –                            | –                            | –                            | | | –     |
| 2024 | „Warning Signs"            | –                            | –                            | –                            | –                            | –                            | –                            | –                            | –                            | –                            | –                            | –                            | –                            | –                            | –                            | –                            | | | –     |
| 2    |                            |                              |                              |                              |                              |                              |                              |                              |                              |                              |                              |                              |                              |                              |                              |                              | | |       |

### Z gościnnym udziałem
| Rok  | Tytuł                                     | Album                    |
| ---- | ----------------------------------------- | ------------------------ |
| 2004 | „Vill ha dig” (oraz Freestyle)            | Det bästa från Idol 2004 |
| 2005 | „The Snake” (oraz Rob’n’Raz)              | –                        |
| 2013 | „Requiem Solution” (Kleerup feat. Loreen) | –                        |
| 2014 | „Son” (oraz Ingá-Máret Gaup-Juuso)        | –                        |
| 2016 | „Get Into It” (Boston Bun feat. Loreen)   | –                        |

### Promo single
| 2013                                               | „Heal”             | –  | Heal                                 |
| 2020                                               | „Alice”            | 96 | Så mycket bättre 2020 – Tolkningarna |
| 2020                                               | „Du är min man”    | 72 | Så mycket bättre 2020 – Tolkningarna |
| 2020                                               | „Jag är en vampyr” | 43 | Så mycket bättre 2020 – Tolkningarna |
| „–” oznacza, że singel nie był notowany na liście. |                    |    |                                      |

## Teledyski
| Rok  | Tytuł                     | Reżyseria           |
| ---- | ------------------------- | ------------------- |
| 2012 | „Euphoria”                | Marcus Söderlund    |
| 2013 | „Heal”                    | Robin Kempe-Bergman |
| 2013 | „We Got the Power”        | Loreen              |
| 2013 | „My Heart Is Refusing Me” | Liza Minou Morberg  |
| 2015 | „Paper Light Revisited”   | Charli Ljung        |
| 2015 | „I’m in It with You”      | Emma Hvengaard      |
| 2017 | „Nude”                    | Charli Ljung        |
| 2017 | „’71 Charger”             | Johan Lindeberg     |
| 2017 | „Hate the Way I Love You” | Johan Lindeberg     |
| 2017 | „Ride”                    | Johan Lindeberg     |
| 2022 | „Neon Lights”             | Charli Ljung        |
| 2023 | „Is It Love”              | Moncef Henaien      |